# Стрельба на летних Олимпийских играх 1948
Соревнования по стрельбе на летних Олимпийских играх 1948 года прошли со 2 по 6 августа. По сравнению с предыдущей Олимпиадой, на Играх в Лондоне была добавлена стрельба из произвольной винтовки из трёх положений на дистанции 300 метров. Соревнования среди команд вновь не были проведены. Участвовали 188 спортсменов из 28 стран, которые соревновались за 4 комплекта медалей.
Золото Эдвина Васкеса в стрельбе из пистолета с 50 метров стало первой олимпийской наградой в истории Перу во всех видах спорта. Это золото остаётся единственным для Перу на Олимпийских играх.

## Медали

### Общий медальный зачёт
(Жирным выделено самое большое количество медалей в своей категории)
| Общее количество медалей |           |        |         |        |       |
| Место                    | Страна    | Золото | Серебро | Бронза | Всего |
| 1                        | Швейцария | 1      | 1       | 0      | 2     |
| 1                        | США       | 1      | 1       | 0      | 2     |
| 3                        | Венгрия   | 1      | 0       | 0      | 1     |
| 3                        | Перу      | 1      | 0       | 0      | 1     |
| 5                        | Аргентина | 0      | 1       | 0      | 1     |
| 5                        | Финляндия | 0      | 1       | 0      | 1     |
| 7                        | Швеция    | 0      | 0       | 3      | 3     |
| 8                        | Норвегия  | 0      | 0       | 1      | 1     |

### Медалисты
| Дисциплина                                     | Золото                 | Серебро                                     | Бронза                  |
| Скоростной пистолет, 25 м                      | Карой Такач Венгрия    | Карлос Энрике Диас Саэнс Вальенте Аргентина | Свен Лундквист Швеция   |
| Пистолет, 50 м                                 | Эдвин Васкес Перу      | Рудольф Шнайдер Швейцария                   | Торстен Ульман Швеция   |
| Малокалиберная винтовка лёжа, 50 м             | Артур Кук США          | Уолтер Томсен США                           | Юнас Юнссон Швеция      |
| Произвольная винтовка из трёх положений, 300 м | Эмиль Грюниг Швейцария | Паули Янхонен Финляндия                     | Вилли Рёгеберг Норвегия |